# Jaromír Koutek
Jaromír Koutek (1. dubna 1902, Třebíč – 5. února 1983 Praha) byl český geolog a profesor na Přírodovědecké fakultě Univerzity Karlovy.

## Biografie
Narodil se v Třebíči jako syn učitele, ředitele a přírodovědce Matěje Koutka. V roce 1925 vystudoval přírodní vědy na Karlově Univerzitě. Následně absolvoval studijní pobyty v Grenoblu, Štrasburku (1925,1926) a v Paříži (1931). Mezi roky 1924 a 1928 působil jako asistent geologického ústavu pod ČVUT v Praze a v roce 1928 nastoupil do Státního geologického ústavu v Praze, tam pracoval do roku 1946 a v roce 1932 začal působit na Karlově univerzitě, kde se v roce 1932 habilitoval. Po druhé světové válce byl jmenován profesorem paleogeografie a geologie užitkových ložisek. Byl zakladatelem katedry nerostných surovin na Univerzitě Karlově v Praze (1952). Působil jako geolog ve výzkumu ložisek. Zkoumal primárně ložiska na Českomoravské vrchovině a kolem Kutné Hory. Zkoumal také stavbu Západních Karpat. Věnoval se také hydrogeologii a balneologii.
V roce 1952 získal státní cenu a stal se doktorem geologicko-mineralogických věd.

## Dílo
Publikoval již v roce 1919 v gymnaziálním časopise článek o vltavínech, následně pak často publikoval i nadále. Přispíval i do sborníku Západomoravského muzea. Byl zakládajícím členem Československé Akademie věd. Byl také zakladatelem moderní české metalogenetické školy; zabýval se i petrologií a regionální geologií. Napsal monografii Geologie československých rudných ložisek. Byl po něm nazván minerál koutekit.